# Risoluzione 541 del Consiglio di sicurezza delle Nazioni Unite
Con la risoluzione 541 del Consiglio di sicurezza delle Nazioni Unite, adottata il 18 novembre 1983, dopo aver riaffermato la risoluzione 365 (1974) e la risoluzione 367 (1975), il Consiglio ha ritenuto giuridicamente nulla la decisione di Cipro del Nord di dichiarare l'indipendenza.
Ha invitato entrambe le parti a collaborare con il Segretario generale e ha esortato gli altri Stati membri a non riconoscere Cipro del Nord, riconoscendo solo la Repubblica di Cipro come unica autorità sull'isola.
La risoluzione è stata adottata con 13 voti favorevoli, uno contrario (Pakistan) e un'astensione della Giordania.